# Ashley Wood
Ashley Wood es un artista en artes gráficas, con movimiento expresionista, nacido en 1971 en la ciudad de Perth, Australia. Generalmente realiza trabajos con pintura al óleo y arte digital. Sus obras han cultivado gran variedad de géneros, como avances en la exploración en la imaginación de los hombres.

## Biografía
Wood es un galardonado ilustrador que durante muchos años trabajó en el Reino Unido; logró trabajar en la editorial británica 2000 AD realizando el cómic de Judge Dredd. Al poco tiempo editores estadounidenses como Marvel Comics, DC Comics, Dark Horse, se fijaron en él comenzando a solicitarle trabajos, así logró asentarse en la industria del cómic.
Durante este tiempo Todd McFarlane contrató a Wood para que ilustrara la novela gráfica Hellspawn deslumbrando a los lectores; inmediatamente continuó con la creación de imágenes para cubrir las diversas propiedades de Spawn de Todd McFarlane.
Wood ha realizado proyectos con el administrador de Konami, Hideo Kojima para la producción de Metal Gear Solid Comics; colaborando en la creación de Metal Gear Solid Digital Graphic Novel
Actualmente realiza proyectos, como propios en la editorial IDW Publishing que han sido un éxito en ventas y crítica.

## Trabajos

### Juguetes
- Spawn (McFarlane Toys)
- Bambaland Bearbrick (Medicom)
- Popbot Polystone Statue (Sideshow)
- Lady Sham Polystone Statue (Sideshow)
- Bertie WWR Robot (Bigshot Toyworks, Three Zero)
- Les Mort 13 12" (How to Work Toys)
- G.I. Joe Comic Packs (Hasbro Toys), Issue Covers #1, #21, #24

### Trabajos en Videojuegos
- Contra: Shattered Soldier (cover illustration and promotional artwork)
- Contra Advance: The Alien Wars EX (cover illustration and promotional artwork)
- Metal Gear Solid Digital Graphic Novel (in-game artwork)
- Metal Gear Solid: Portable Ops (in-game artwork)
- Metal Gear Solid: Peace Walker (in-game artwork)
- Halo 3 (poster)
- Identity V (Promotional Collaboration)